# جهد فعل الناظمة
جهد فعل الناظمةهو أحد أنواع جهد الفعل الذي يوفّر نظم (إيـقاع) مرجعي للشبكة. هذا التباين مع جهد الناظمة أو التيار هو الذي يدفع الضبط الإيقاعي لمعدّل الإطلاق.
بعض جهود أفعال الناظمات تُولد إيقاعًا لنبض القلب (العُقدة الجيبيّة الأذينيّة) أو النظم اليوماويّ في النّواة فوق التصالُبيّة .